# Porto dell'Arenella
Il Porto dell'Arenella è un porto turistico di Palermo.

## Localizzazione

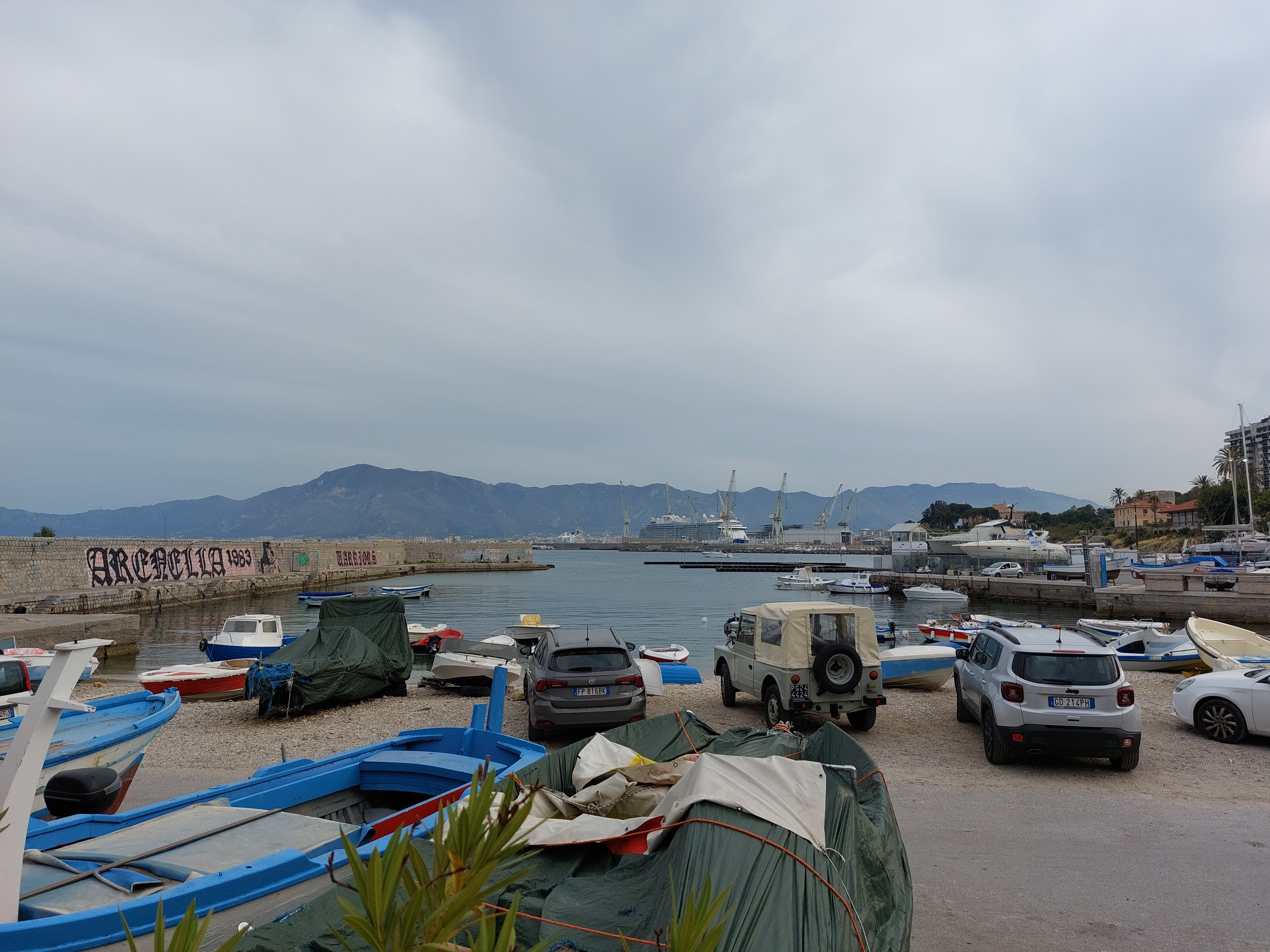
Porto dell'Arenella.

Il porto si trova alle falde di Monte Pellegrino nel quartiere Arenella, è costruito su una piccola insenatura tra alte pareti rocciose, proprio a fianco del Porto dell'Acquasanta a poca distanza dal Porto di Palermo.

## Origini e configurazione attuale
Il porto si sviluppa principalmente in funzione della Tonnara Florio sorta nell'Ottocento che dava lavoro ai pescatori della borgata.
Attualmente il porto riveste una doppia funzione di porto per pescatori e porto tutistico.